# Pont-du-Château
Pont-du-Château là một xã ở tỉnh Puy-de-Dôme trong vùng Auvergne-Rhône-Alpes miền trung nước Pháp. Xã này nằm ở khu vực có độ cao trung bình 328 mét trên mực nước biển.
Có cự ly 15 km so với Clermont-Ferrand, Pont-du-Château là một xã nằm ở giao lộ giữa tuyến đường nối Paris với Barcelona và Lyon với Bordeaux.
Xã này cách sân bay Clermont-Auvergne 10 phút ô tô.